# Vaga general espanyola de 2010

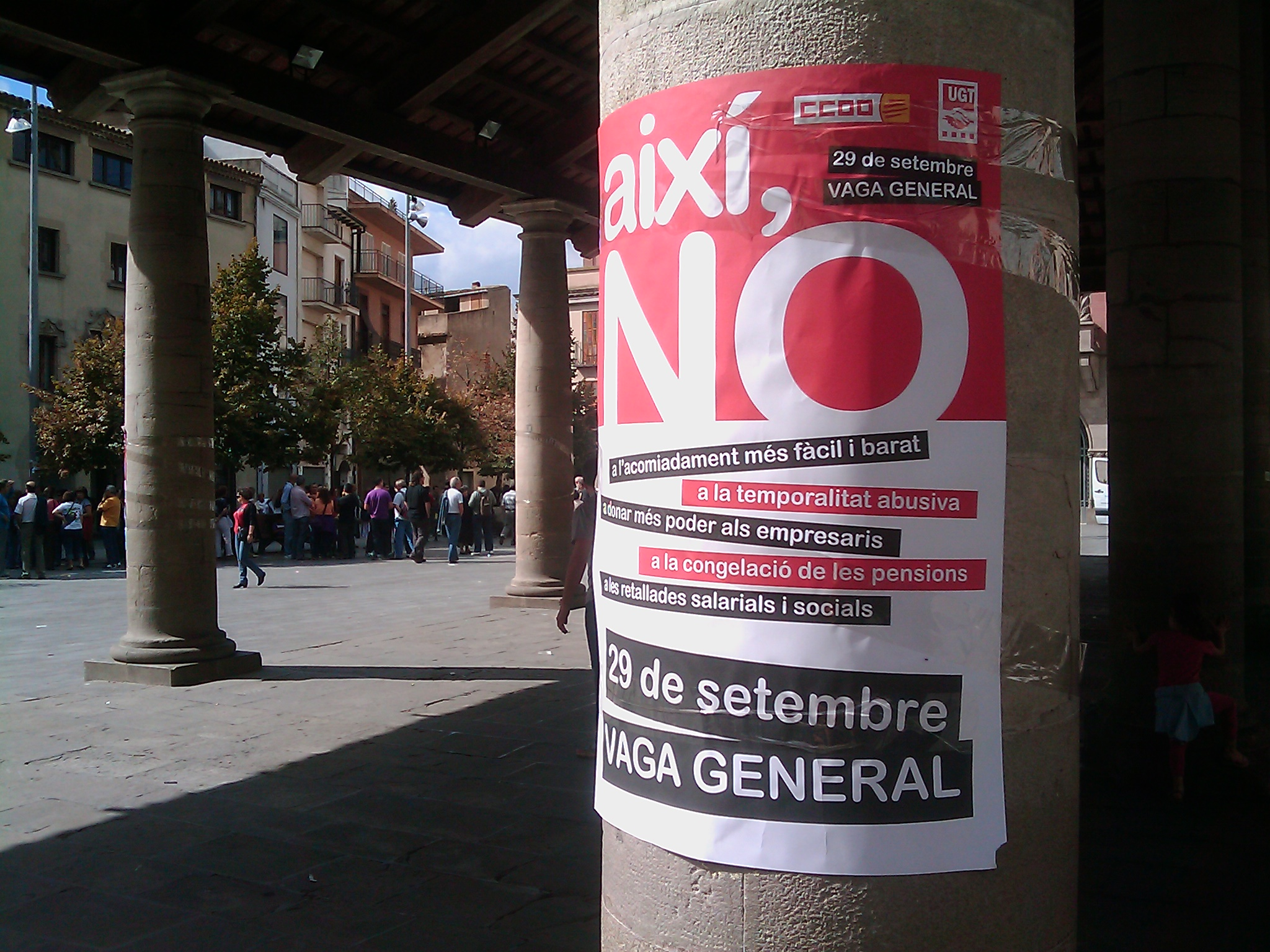
Cartell de Comissions Obreres a Granollers per la convocatòria de vaga general.

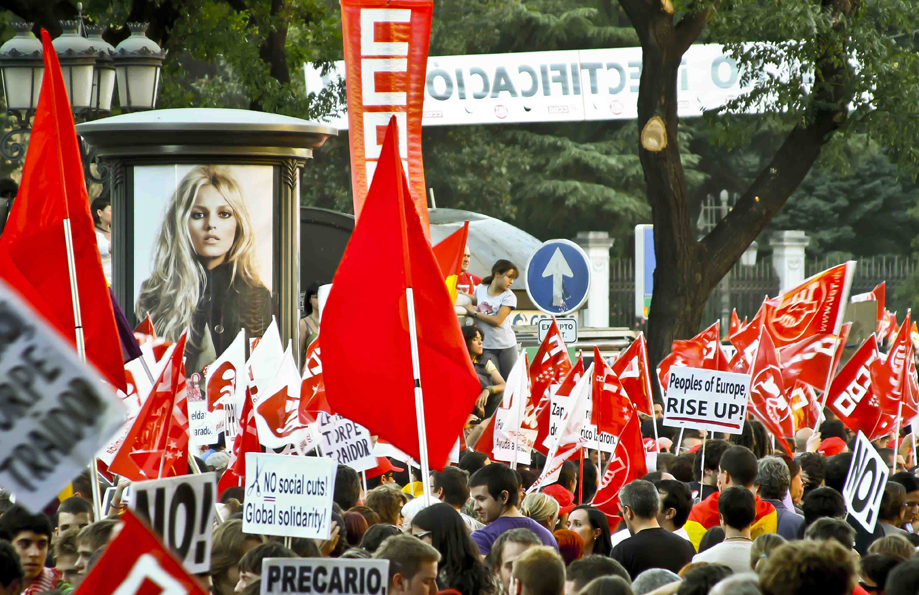
Manifestació sindical al Passeig de la Castellana de Madrid.

La vaga general espanyola del 2010 (també coneguda com del 29-S) fou convocada pel dimecres 29 de setembre pels principals sindicats (CCOO, UGT), excepte els del País Basc i Navarra. Aquesta vaga, de 24 hores de durada, anà en contra de la Reforma laboral de 2010, promoguda pel govern socialista de José Luis Rodríguez Zapatero i aprovada en el Congrés dels Diputats el 9 de setembre de 2010, entrant en vigor el 19 de setembre del 2010; i contra la Reforma del sistema públic de pensions anunciada pel Govern espanyol. A la convocatòria també s'hi van unir altres sindicats, com la CGT, l'USO o la COS; i diverses organitzacions i associacions nacionals i internacionals.

## Context polític i social

L'any 2009, el nombre d'aturats a Espanya va arribar al llindar del 20% superant els 4 milions d'aturats, cosa que va provocar malestar social vers el govern.

La pretensió d'una reforma laboral va iniciar el seu camí el 2008, durant la crisi econòmica mundial, quan va començar a reflectir-se a l'Estat espanyol amb un fort augment del nombre d'aturats, ben diferent de com es manifestava a altres països amb el mateix context, on el creixement de l'atur fou molt més moderat. L'executiu va manifestar llavors la predisposició a una reforma del mercat de treball per a flexibilitzar-lo, condicionat al fet que els agents socials (patronal i sindicats) arribessin a un acord a la taula de diàleg social.
Després de dos anys sense acords, i després que el govern espanyol s'hagués vist obligat a prendre mesures de control de la despesa pressupostària i d'equilibri del dèficit públic davant la pressió dels mercats internacionals després de la forta apreciació de l'euro respecte al dòlar dels Estats Units i la crisi de Grècia, d'una banda, i el fort descens dels ingressos públics, de l'altra, el govern d'Espanya, mitjançant decret llei, va modificar substancialment el mercat laboral sobre la base de tres eixos: extensió parcial de la indemnització de 33 dies per any treballat per acomiadament improcedent en les contractacions fixes, en perjudici de la figura establerta en l'Estatut dels Treballadors de l'any 1980 de 45 dies d'indemnització per any treballat; reconeixement de les situacions de crisi de les empreses, o empreses amb pèrdues, com a causa objectiva d'acomiadament procedent; i la possibilitat que empresaris i treballadors pactin una no vinculació al conveni laboral vigent en determinats supòsits crítics per a l'empresa, amb l'objectiu de reduir costos.
Les explicacions del perquè Espanya concentra més aturats que la majoria dels estats de la Unió Europea són vàries. La primera és que el mercat laboral espanyol és un dels més rígids del món. Segons l'Ease of Doing Business Index creat pel Banc Mundial, índex que mesura la facilitat per fer negocis en un total de 183 països, Espanya va ocupar el lloc 49 del rànquing mundial en aquest àmbit durant l'any 2011 per sota d'altres països considerats com del Tercer Món. Un altre perquè és el sobredimensionament de certs sectors, els més afectats per les bombolles de preus experimentades en la fase expansiva (principalment i en especial la construcció d'habitatges) cosa que va provocar la pèrdua ràpida del lloc de treball per part dels treballadors més marginals.

## Justificació sindical

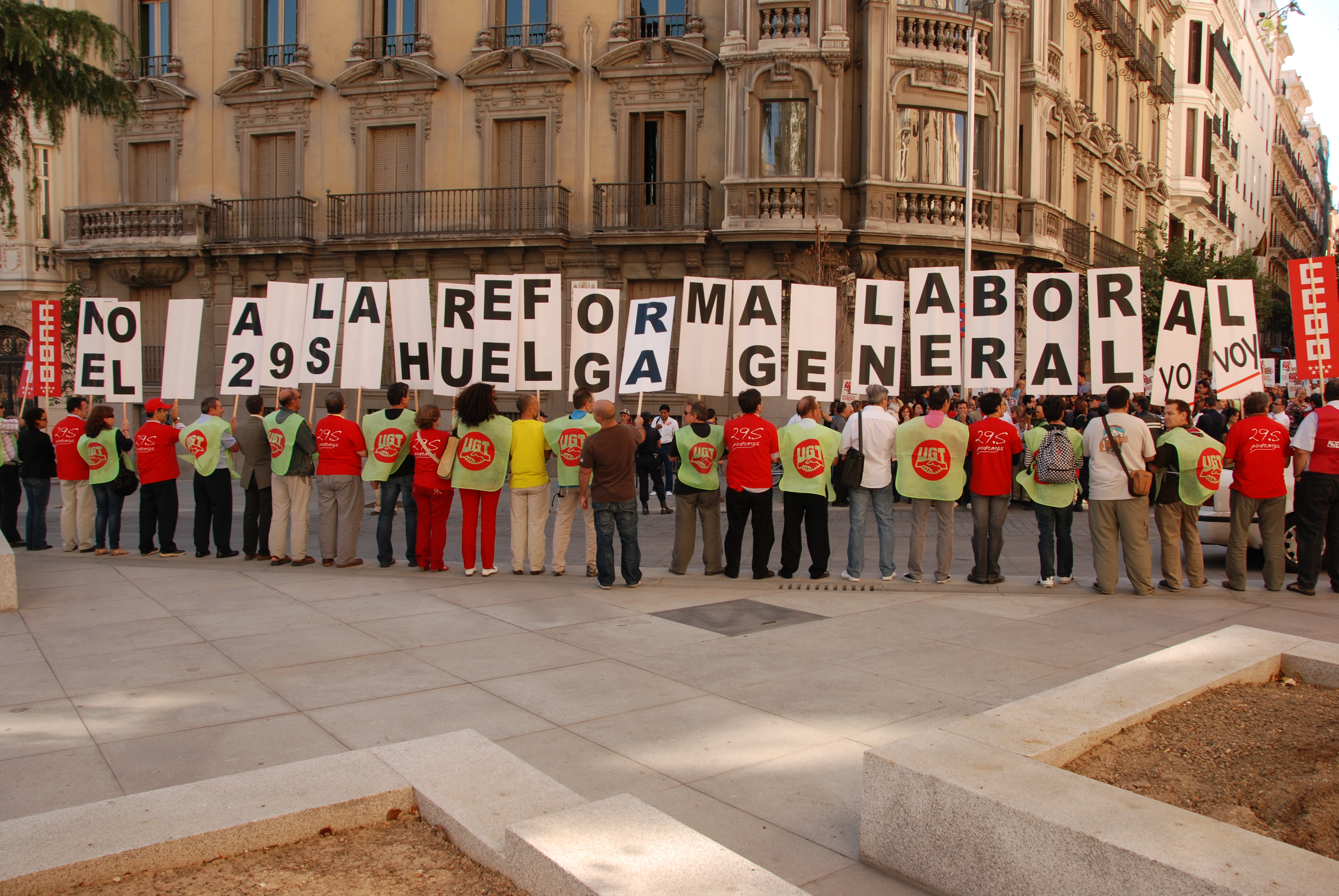
Sindicalistes a Madrid a inicis de setembre defensant la convocatòria de vaga.

La vaga general va ser convocada contra la Reforma laboral a Espanya del 2010 i l'anunciada modificació del règim de pensions. Segons el preàmbul de la Llei 35/2010, la Reforma tenia com a objectiu essencial contribuir a la reducció de l'atur i incrementar la productivitat de l'economia espanyola. Es dirigia a corregir la dualitat del mercat de treball promovent l'estabilitat en l'ocupació i a incrementar la flexibilitat interna de les empreses.
La Reforma laboral de 2010 (que va ser aprovada amb 168 vots a favor, 8 en contra i 173 abstencions) té com a principals objectius:
1. Reduir la dualitat del mercat laboral espanyol, impulsant la creació d'ocupació estable i de qualitat, en línia amb els requeriments d'un creixement més equilibrat i sostenible.
2. Segon, reforçar els instruments de flexibilitat interna en el desenvolupament de les relacions laborals i, en particular, les mesures de reducció temporal de jornada, com a mecanisme que permeti el manteniment de l'ocupació durant les situacions de crisi econòmica, reduint el recurs a les extincions de contractes i oferint mecanismes alternatius més sans que la contractació temporal per afavorir l'adaptabilitat de les empreses.
3. Elevar les oportunitats de les persones desocupades, amb particular atenció als joves, reordenant per a això la política de bonificacions a la contractació indefinida per fer-la més eficient, fent més atractius per a empreses i treballadors els contractes formatius i millorant els mecanismes d'intermediació laboral.

Per als sindicats convocants, els governants espanyols, els europeus, el Banc Central Europeu i el Fons Monetari Internacional van promoure ajusts brutals com teràpies de xoc per sortir de la crisi de finals de la dècada del 2000 provocada per les polítiques neoliberals i la desregulació dels mercats financers, els costos dels quals es van fer recaure, segons els sindicats, sobre les esquenes dels treballadors i dels pensionistes i no sobre els responsables de la crisi. Les reformes i la reducció de la inversió pública, segons els sindicats convocants, va frenar el creixement econòmic i la creació d'ocupació, i va tenir com a principals víctimes als aturats.
Segons van dir els sindicats, la Reforma laboral només augmentaria la desregulació del mercat de treball (sota l'eufemisme de "flexibilitat laboral") i no serviria per crear ocupació, no reduiria la dualitat del mercat laboral i augmenta la temporalitat i abaratiria l'acomiadament, perquè s'ampliarien les causes per fer-ho més fàcil i es reduirien els drets indemnitzatoris dels treballadors. A més a més, reforçaria el poder empresarial per modificar unilateralment les condicions de treball, debilitaria la negociació col·lectiva (facilitant així a les empreses l'adopció de mesures de 
desvinculació salarial i inaplicació de compromisos adquirits prèviament en els convenis col·lectius), privatitzaria la gestió de la desocupació i ampliaria el camp d'actuació de les empreses de treball temporal (ETT) als sectors de risc i a l'ocupació pública.

## Reaccions prèvies

### A favor
Els mitjans de comunicació com Televisió de Catalunya, Catalunya Ràdio, Agència Catalana de Notícies, l'Agència EFE, La Vanguardia, El País, El Punt i l'Avui van fer vaga i els rotatius La Vanguardia, El Periódico i l'Sport no van imprimir cap exemplar. La Vanguardia, excepcionalment, va oferir de manera lliure l'exemplar del 29 de setembre per Internet. La CCMA, RTVE, IB3 Televisió i Ràdio i RTVV van deixar d'emetre programes en directe a partir de mitjanit.
Entitats i empreses com Intermón Oxfam-Catalunya, SEAT, Nestlé, o Grup Zeta també secundaren la vaga. En molts casos, es van concentrar piquets a les portes d'aquestes empreses. Facua, una organització no governamental espanyola dedicada a la defensa dels drets dels consumidors, es va unir a la vaga i va convocar el "Dia sense Compres" sota el lema "Contra una Europa dominada pel mercat". El Sindicat d'Estudiants va cridar als seus afiliats i seguidors a assistir a les manifestacions per anar, principalment, en contra del capitalisme. Van secundar també la vaga general sindicats i associacions policials, la Unión de Actores, Ecologistes en Acció o la Hermandad Obrera de Acción Católica, entre d'altres.
Els partits polítics Partit Comunista d'Espanya, Izquierda Unida, CUP, ERC i Solidaritat Catalana van mostrar explícitament el seu suport a la vaga general. Aquests partits van participar en les manifestacions que es feien a les principals ciutats.

### En contra
Per al Partit Popular, el principal partit de l'oposició, i en paraules de Mariano Rajoy, la vaga general era "lamentable". El seu partit es va oposar a la vaga argumentant que "els empresaris ja tenen bastants problemes" i també a la Reforma laboral de l'executiu per considerar-la la "Reforma de l'acomiadament". José Montilla, president de la Generalitat de Catalunya, va afirmar que els sindicats hi "tenen tot el dret, com el tenen els que volen i tenen la sort de poder fer ús del seu dret a treballar". Celestino Corbacho, Ministeri de Treball d'Espanya, va dir que, després de la vaga, espera poder-se reunir amb els sindicats per debatre sobre les reformes pendents.
Els representants de les associacions empresarials també estaven en contra de la vaga, ja que consideraven que només empitjoraria la situació econòmica. Per al sector empresarial la vaga era "política", ja que "anava en contra de decisions preses en el Parlament".
El Cercle Català de Negocis va mostrar-se en contra de la vaga perquè els convocants "obeïen" a Madrid i van assegurar que "no donarien suport a cap vaga que no pretengués l'assoliment de l'Estat propi". Segons algunes fonts, Abacus Cooperativa va amenaçar alguns treballadors en cas que fessin vaga i el comitè d'empresa de COM Ràdio va denunciar coaccions per mantenir la programació habitual malgrat els serveis mínims.

## Transcurs de la jornada

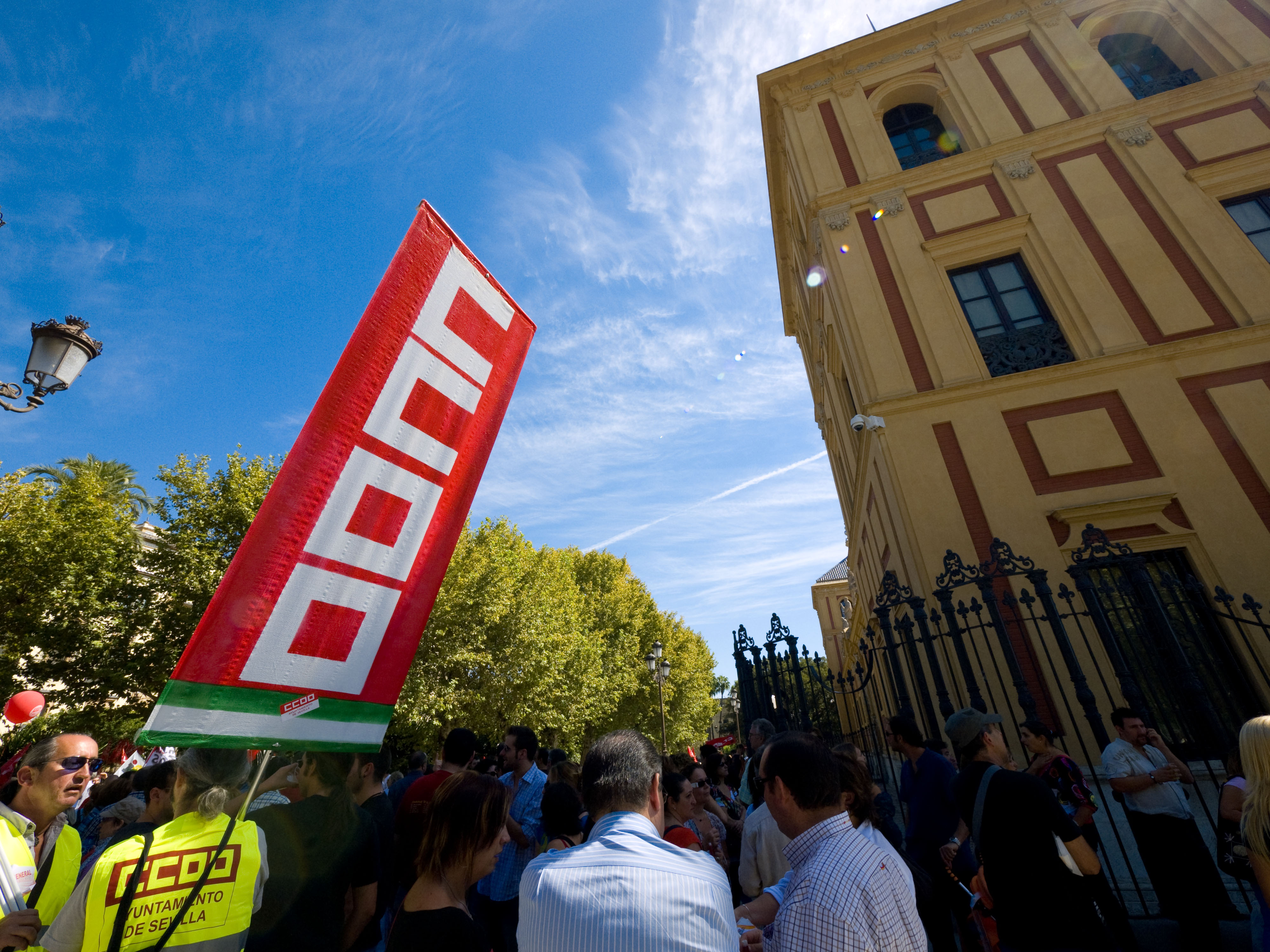
Manifestació sindical a Sevilla.

El dia va transcórrer amb total normalitat amb afectacions puntuals a l'inici de la vaga amb els piquets i els aldarulls a les principals capitals i punts de venda. Moltes publicacions i webs locals van destacar la tranquil·litat que es vivia durant la vaga general al seu municipi o àmbit territorial. A la tarda es van produir manifestacions a totes les grans poblacions d'Espanya.
Segons els sindicats, a Catalunya la vaga la van seguir el 80% dels treballadors, al País Valencià el 78% i a les Illes el 72%; i al total d'Espanya el 70%. Als comerços, segons els sindicats, el seguiment va ser del 85%; i segons la PIMEC, la participació en les petites i mitjanes empreses no arribà al 10%. Segons l'organització patronal CECOT, la incidència de la vaga general en les seves empreses associades va ser del 26,4%. El Govern espanyol es va negar a donar cap xifra sobre el seguiment, ja que deia que el seguiment va ser "desigual" segons els sectors i els territoris i d'"efecte moderat". El seguiment va ser alt a les zones industrials, a les siderúrgiques, a les drassanes, als polígons industrials i a les fàbriques. Als sectors de la sanitat, l'educació i al petit comerç el seguiment fou escàs.
Pels mitjans de comunicació, els diaris El País, La Vanguardia o El Periódico de Catalunya van qualificar el resultat de discret èxit per als sindicats, assenyalant que si la intenció sindical era aturar el país, els sindicats no ho van aconseguir. Els diaris ABC, La Razón, El Mundo i El Economista, entre d'altres, la van qualificar de fracàs per als sindicats perquè no va ser generalitzada, i van ser especialment crítics amb els piquets, i negaren als sindicats la "legitimitat per liderar una protesta general". Tots els mitjans, en general, van destacar que els disturbis causats a Barcelona pels antisistema van ser una manera d'aprofitar-se de la convocatòria de vaga.
El mateix dia de la vaga general a Espanya, a Brussel·les es va produir una "euromanifestació" en contra de les retallades socials a tota la Unió Europea. Hi van assistir desenes de milers persones, entre les quals Oriol Junqueras (ERC) i Raül Romeva (ICV). Una vaga dels controladors aeris de Brussel·les i aquesta vaga general van afectar els vols d'algues aerolínies com ara Etihad Airways, easyJet o Ryanair.
Al País Basc, els sindicats no van secundar aquesta vaga general perquè ja s'hi va produir una el 29 de juny del mateix any convocada per LAB i ELA-STV i amb el suport de Comissions Obreres.

### Als Països Catalans

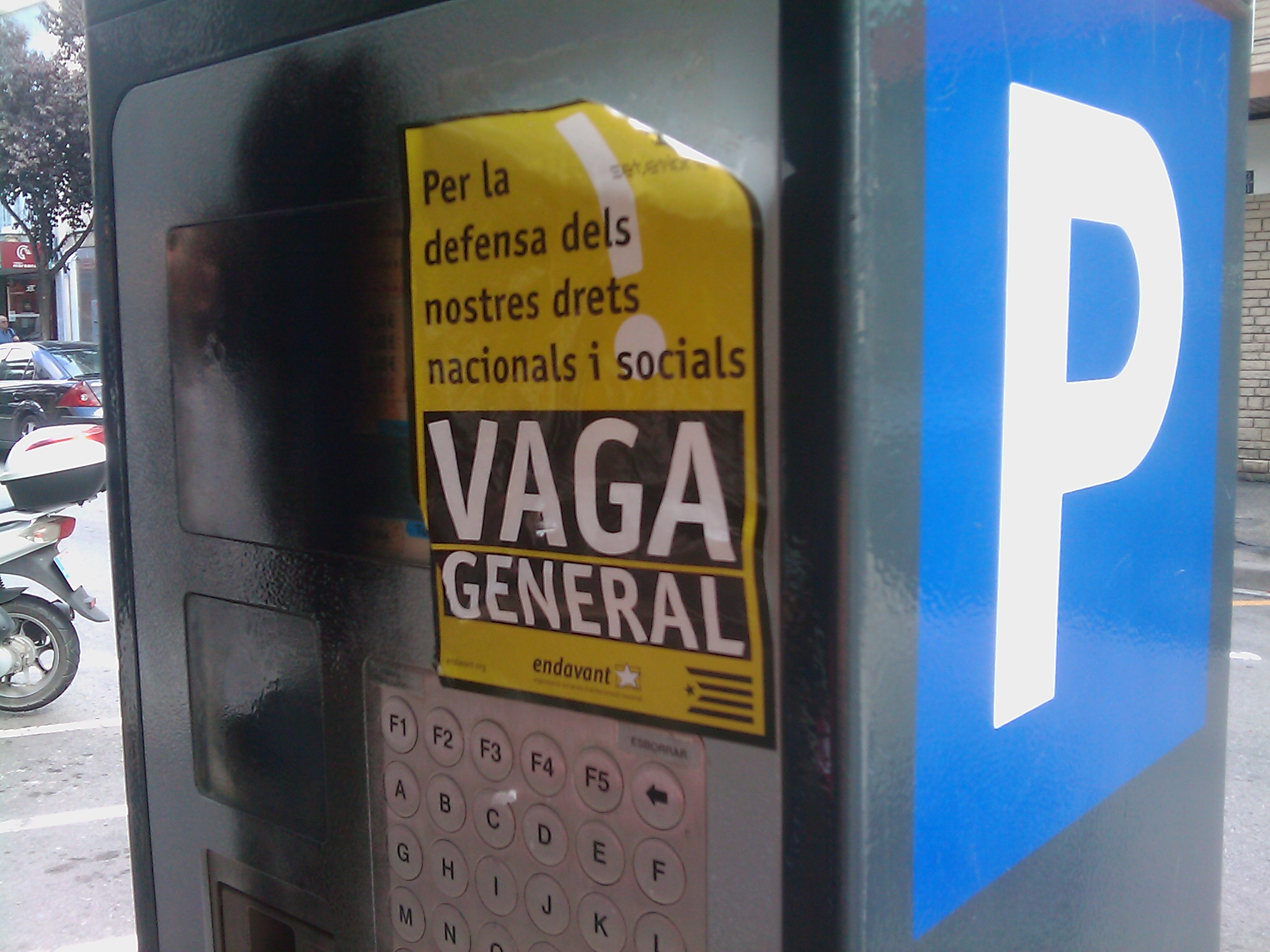
Parquímetre tancat a Granollers amb un adhesiu de l'organització Endavant.

Pocs dies abans de la vaga general, un grup d'activistes socials van ocupar l'antiga seu de Banesto de la plaça de Catalunya de Barcelona i hi van desplegar unes pancartes. El dia de la vaga, al migdia, es van cremar un cotxe de la Guàrdia Urbana de Barcelona, cosa que va derivar, segons la Conselleria d'Interior, al desallotjament, per part dels Mossos d'Esquadra, de l'edifici ocupat, ja que creien que "s'havia convertit en refugi per als violents" i per "evitar que els violents poguessin provocar més incidents al final de la manifestació sindical", segons va informar Joan Saura, Conseller d'Interior de la Generalitat de Catalunya. Simpatitzants dels activistes i vaguistes es van concentrar per protestar pel desallotjament i la policia va començar la càrrega per dispersar-los; va ser aquí quan van començar aldarulls més intensos a molts carrers de la Ciutat Comtal. Al final, la jornada es va saldar amb una quarantena de detinguts a Barcelona, 80 contenidors cremats i algunes unitats mòbils de mitjans de comunicació van ser agredides. Dos dies després, la jutgessa va decretar presó provisional per a dos dels detinguts i el 23 d'octubre es va detenir una altra persona que va mostrar "una actitud marcadament violenta", segons els Mossos. El "Moviment 25 de setembre", responsable de l'okupació de l'edifici, va emetre un comunicat en què denunciava que el desallotjament fou "totalment il·legal", i afirmava que els Mossos "van colpejar violentament" la gent que hi havia davant de l'edifici.
Tant als piquets del matí com a la manifestació de la tarda es van produir a Barcelona avalots entre vaguistes i Mossos d'Esquadra. Un centenar de joves va aprofitar l'agitació que es vivia al barri de Gràcia de Barcelona per saquejar per sorpresa la filonazi Llibreria Europa i per destrossar el seu interior. Les accions més destacades dels piquets es van produir a l'Hotel Vela de Barcelona, a les portes de la multinacional Nestlé de Girona, a Mercabarna i Mercavalencia, a l'edifici de Correus a la plaça de Catalunya de Barcelona o a les petroquímiques de Tarragona. A la tarda es va convocar una manifestació alternativa a Barcelona que va desembocar en enfrontaments entre manifestants i policies a la Via Laietana i carrers propers al pas de la manifestació. Tant la Generalitat de Catalunya com els sindicats van condemnar els incidents que hi va haver al llarg de la jornada, que es va saldar amb 53 detinguts al Principat.
La macrofactoria de SEAT a Martorell, amb prop de 8.000 treballadors, va tancar totalment durant el dia de la vaga. Els aeroports de Girona - Costa Brava i Reus van clausurar la pràctica totalitat dels vols. Al Pertús, unes 2.000 persones van tallar la frontera en contra la Reforma laboral i els plans d'austeritat europeus. A València, hi va haver diversos ferits en una càrrega contra els antisistema al Carrer de Colom.
Diversos mitjans de comunicació alternatius es va unir per crear l'"Agència Informativa 29-S", sense afany de lucre, durant la vaga general per "visualitzar totes les accions que succeeixin al llarg de la jornada", en especial les mobilitzacions espontànies i els actes dels piquets.

### A l'Estat espanyol

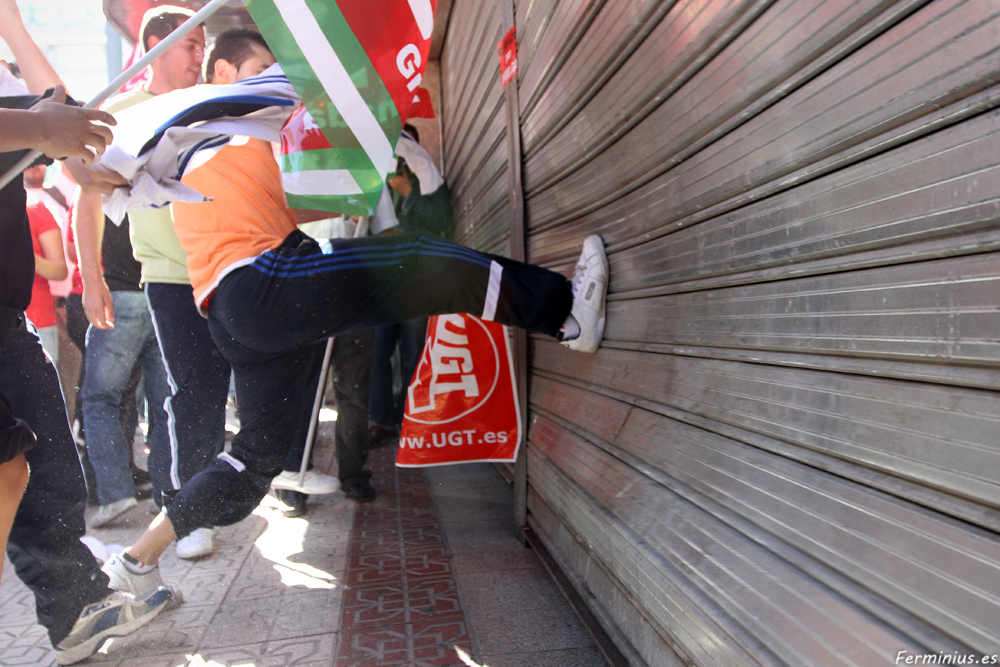
Piquets coactius atacant una botiga mig oberta a Granada.

A les primeres hores de vaga, va haver-hi una important aturada massiva del sector industrial (Freixenet, Estrella Damm, Nissan, San Miguel), cosa que va produir una baixada del consum elèctric del 14,1%, que segons Red Eléctrica correspondria al consum que hi pot haver un dia festiu de matinada. Durant la vaga general de 2002 contra el govern de José María Aznar, la demanda energètica va caure un 19,8%.
Els sindicats van culminar la vaga amb una gran manifestació a Madrid amb el lema "Així, no. Rectificació ja!" que anava encapçalada pels màxims dirigents estatals de CCOO i la UGT. La participació va ser, segons els organitzadors, de més de 500.000 persones.
Zapatero va assegurar que "respectava" la vaga tot i que "no la va desitjar". Aquestes paraules les va pronunciar al Congrés dels Diputats, on a l'entrada va dir que anava "a treballar" malgrat la vaga general.
Els diaris, en general, foren lleugerament més prims que els altres dies i Público va fer una edició especial de la vaga amb vint-i-quatre pàgines.
Una dona de 51 anys que formava part d'un piquet a Coslada (Comunitat de Madrid) va ser atropellada per una furgoneta de repartiment de premsa i va ser ingressada a l'hospital en estat greu. A Manzanares (Castella - la Manxa) un piquet que estava a les portes d'una fàbrica també va ser envestit. A Mercamadrid, un centenar de persones va col·lapsar les entrades i evitar que ningú hi accedís. També es van produir mobilitzacions a Mercacórdoba. Segons la UGT, tres persones van resultar ferides durant una càrrega que la policia va dur a terme a l'entrada de la fàbrica de Michelin a Valladolid, on hi havia un piquet. Segons CCOO, hi va haver més de trenta sindicalistes detinguts a les comissaries de Madrid pels incidents de primera hora.

## Declaracions posteriors

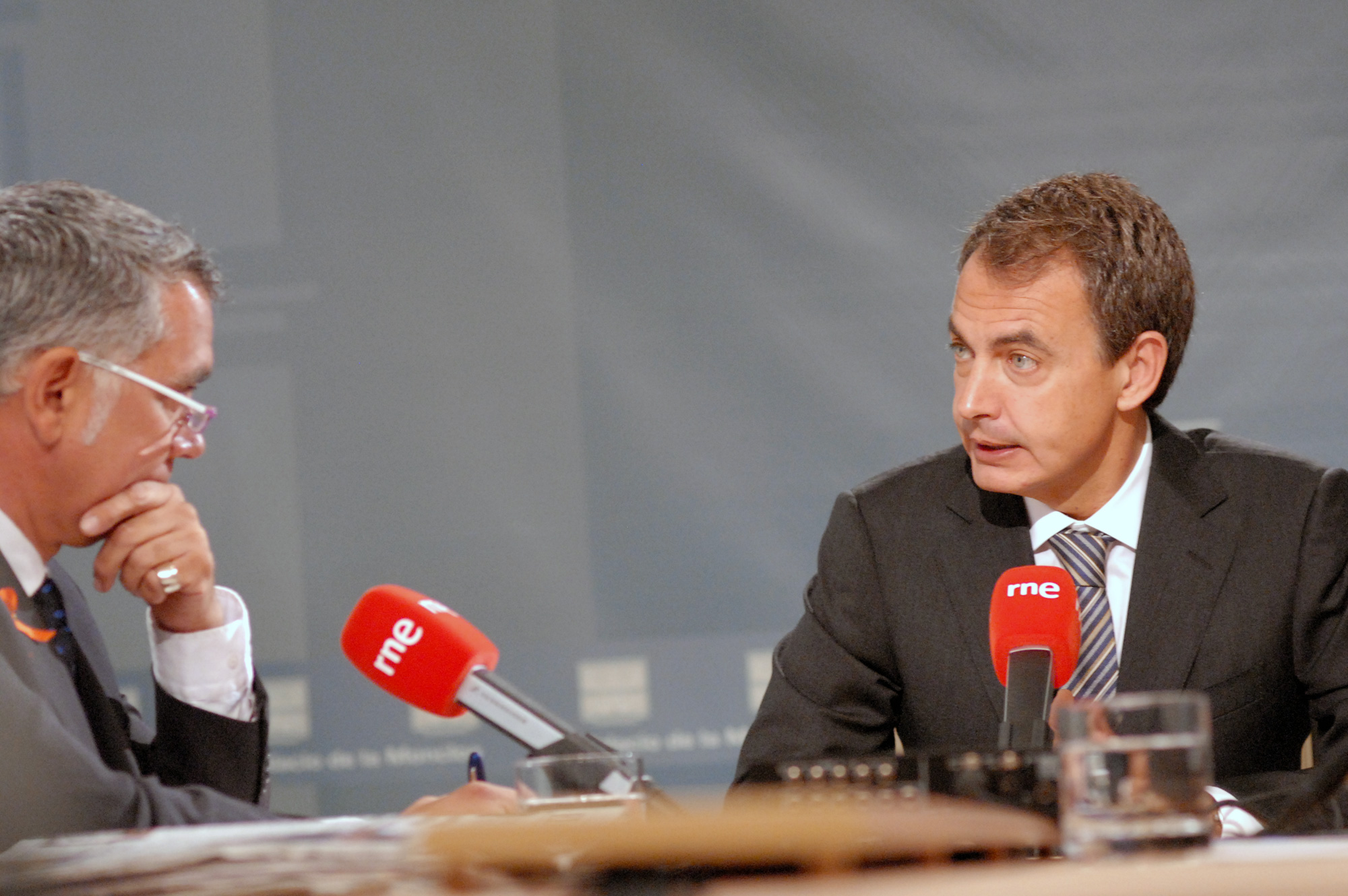
Zapatero entrevistat a Ràdio Nacional d'Espanya pocs dies després de la vaga general.

José Luis Rodríguez Zapatero va dir que havia percebut "el sentiment d'inquietud i malestar" a la vaga general, i que pensava en "garantir al màxim la cohesió i la protecció social i en fer les reformes necessàries per aconseguir una economia puixant".
Els sindicats varen qualificar la vaga general d'"èxit de participació inqüestionable" i creien que el seguiment a tot l'Estat, que van xifrar en el 70%, "obligava el govern a rectificar". També van subratllar que, aquesta, "era la vaga que ha tingut menys incidents" dels darrers anys. ERC i ICV-EUiA també van coincidir en el discurs i van reclamar que el Govern rectifiqués. Celestino Corbacho, Ministre de Treball i Immigració des del 2008 fins a l'octubre del 2010, destacà que els serveis mínims acordats en el transport es van complir "al 97%". La consellera de Treball de Catalunya, Mar Serna, que va parlar en nom del govern, va destacar que es van complir els serveis mínims en tots els àmbits pactats. A les Illes, els sindicats asseguraren que la vaga va ser "digna" i "reeixida" malgrat la desigualtat de participació d'alguns sectors; Ramon Socias, Delegat del Govern a les Illes Balears, va destacar el "seny" i la "tranquil·litat" que regnava a les Balears durant la vaga general.
Els diputats del Partit Popular, per la seva part, van qualificar l'atur de "vaga petiteta", "fracàs estrepitós" i "tongo manifest". I considerà que va ésser una vaga inútil per a l'ocupació dels treballadors. Els empresaris van dir que la vaga no va existir i que va passar res.
Joan Boada, secretari general d'Interior de Catalunya, va ser criticat durament per haver participat en una manifestació sindical d'ICV a Girona i no haver estat controlant els aldarulls de Barcelona. El Partit Popular de Catalunya i Convergència i Unió van demanar la seva dimissió; i Joan Saura, conseller d'Interior, va defensar-lo assegurant que "tenia tot el dret a anar-hi, és un dret constitucional". Jordi Pujol va dir, a RAC 1, que veure a Boada a la manifestació era "can seixanta", una expressió en poc ús que significa "un lloc on hi ha molt de desordre, un desori".
Assumpta Escarp, regidora de Prevenció, Seguretat i Mobilitat de l'Ajuntament de Barcelona, va dir que s'havia de plantejar la necessitat de tancar llocs web sobre com organitzar aldarulls antisistema, perquè "fan apologia de la violència". Escarp va citar explícitament el web d'informació alternativa "Kaos en la Red" i d'altres, cosa que no va agradar al fundador de "Kaos en la Red" que va afirmar rotundament que "si no fossin pobres, portarien Escarp als tribunals".
La premsa internacional se'n va fer ressò a les seves edicions en línia. The Wall Street Journal va titular a la portada de la seva versió digital que "Una vaga general paralitza Espanya" i va assenyalar que "el districte financer de Madrid no s'ha vist massa afectat per la vaga", tot acompanyat per fotografies de piquets. El Financial Times va destacar que els espanyols, amb una taxa de desocupació del 20%, semblaven tenir "poca gana" per les protestes dels sindicats. També se'n van fer ressò The New York Times, Le Monde, l'alemany Frankfurter Allgemeine Zeitung o el diari argentí Clarín.

## Conseqüències
Una enquesta efectuada just l'endemà de la vaga general, va mostrar un altre descens important de vots del Partit Socialista Obrer Espanyol que es va situar al 28,5% en estimació de vot, a un 14,5 per cent per sota del Partit Popular. Aquesta enquesta, feta per Metroscopia per a El País, també va dir que el 75% dels enquestats rebutjava la gestió de Zapatero i el 84% que no confiava en ell. A més a més, revelava que el 21% dels treballadors enquestats van secundar la vaga i el 65% la va titllar de fracàs.
Les manifestacions i reclamacions no van cessar. El 18 de desembre es van produir noves manifestacions a 39 localitats d'Espanya i, a València, la manifestació es va dur a terme aprofitant la inauguració de la nova LAV València-Madrid. A Catalunya, la Confederació General del Treball i altres sindicats van convocar una vaga general pel 27 de gener del 2011 en contra la Reforma de les pensions que va fer elevar l'edat de jubilació fins als 67 anys i en contra la retallada de drets socials resultant de la crisi econòmica. Els sindicats del País Basc —pel mateix motiu— van convocar, també, una altra vaga general pel dia 29 de gener del 2011. Ignacio Fernández Toxo, secretari general de CCOO, no va descartar convocar una altra vaga general al gener del 2011 a escala de tot l'Estat espanyol si al final s'acaba aprovant la Reforma de les pensions.